# Hast du uns endlich gefunden
Hast du uns endlich gefunden ist der Titel eines 2021 im Rowohlt Verlag erschienenen Buches von Edgar Selge. Das Buch erzählt autofiktional die Geschichte des zwölfjährigen Edgar Selge, der im Nachkriegsdeutschland und in der Zeit des Wirtschaftswunders in einer Familie aufwächst, in der er von Musik und Kultur umgeben ist, gleichzeitig aber von seinen Eltern geschlagen wird und mit deren nationalsozialistischer Gedankenwelt konfrontiert ist.

## Inhalt
Der zwölfjährige Erzähler Edgar Selge wächst im Jahr 1960 mit zwei älteren und einem jüngeren Bruder in einer bildungsbürgerlichen Familie in der ostwestfälischen Stadt Herford auf. Die Eltern, die im Krieg und danach als ostpreußische Flüchtlinge bis zur „Entnazifizierung“ des Vaters zahlreiche Entbehrungen ertragen mussten, möchten nun endlich nachholen, was sie in den Jahren zuvor nicht tun konnten. Kunst und Literatur, vor allem aber Musik prägen den Alltag der Familie ebenso wie die Arbeit des Vaters als Gefängnisdirektor im Herforder Jugendgefängnis, mit dessen jugendlichen Insassen, die der Familie bei Haus- und Gartenarbeiten helfen oder zu Hauskonzerten eingeladen werden, Edgar zahlreiche Begegnungen und Kontakte hat.
Über seine Eltern erhält Edgar Einblick in andere bessergestellte Familien des Bildungsbürgertums. Durch seine regelmäßigen Besuche der Familien der Aufsichtsbeamten des Gefängnisses erfährt er aber auch das Leben der einfachen Leute, die – teilweise Alt-Nazis, teilweise Menschen, die unter der Verfolgung der Nationalsozialisten gelitten haben – ganz unterschiedlich mit den Schatten ihrer Vergangenheit umgehen.
Der Vater ist als Bildungsbürger, Musiker, Vorleser und Familienoberhaupt einerseits Vorbild und Leitfigur des jungen Erzählers. Er ist von großer Selbstsicherheit, zeigt sich gleichzeitig aber sensibel und verletzlich, wenn er zum Beispiel über den tragischen Tod seines Sohns weint. Andererseits hat er aber auch eine dunkle Seite, dann schimpft er cholerisch in seinem Arbeitszimmer, ist in seiner Selbstsicherheit nicht in der Lage, eigene Fehler und Irrtümer zu erkennen und einzugestehen, schlägt seine Kinder und bedrängt diese sexuell. So bleibt der Vater das große, nicht verstehbare Rätsel in Edgars Leben: Wie kann der, den ich liebe, einem Schmerzen zufügen? Und warum liebe ich ihn trotz allem?
Die stark in der Gedankenwelt des Nationalsozialismus verhaftete Geisteshaltung der Eltern ist ein weiterer Konfliktpunkt, der zu regelmäßigen Auseinandersetzungen mit den Kindern führt, die wissen wollen, welche Rolle die Eltern im Nationalsozialismus gespielt und was sie gewusst haben. Immer wieder werden sie die Eltern mit ihrem Antisemitismus konfrontieren und deren Doppelmoral entlarven. Mühsam und schmerzhaft erkennen die Eltern erst am Ende ihres Lebens ihren Irrtum.

## Stil und Erzählweise
Das Buch besteht aus zwanzig Kapiteln mit Titeln wie Hauskonzert, Kirmes, Todestag, die in Sprache und Stil die Sicht des 12-jährigen Ich-Erzählers beschreiben. Durch diese Erzählweise kann Selge einerseits aus kindlich-naiver Sicht die Vorstellungen der Erwachsenen hinterfragen oder seine Eltern durch gezielte Fragen aus der Reserve locken, etwa wenn er im Kapitel Königlicher Musikdirektor den Vater scheinbar harmlos fragt, ob dieser jemals von seinem Vater geschlagen worden sei. Gleichzeitig verfügt der Erzähler aber über ein Reflexionsvermögen, das weit über ein 12-jähriges Kind hinausgeht, etwa indem er diese Frage gleich darauf als „heimtückisch“ einordnet.
Die Kapitel behandeln jeweils eine Episode aus dem Leben des Erzählers und seiner Familie, sind aber weder in chronologischer Ordnung erzählt, noch zeitlich in sich geschlossen. Immer wieder folgt der Leser den Assoziationen und Gedanken des Erzählers, der frühere oder spätere Ereignisse einflicht und so das Geschehen zeitlich erweitert und Zusammenhänge zwischen verschiedenen Handlungen herstellt. Oft werden mehrere zeitliche Handlungsstränge in sich verschränkt erzählt. Die Geschichte wird durchgehend im Präsens erzählt.
Die Vergangenheit der Familie, etwa die familiären Hintergründe (Kapitel Königlicher Musikdirektor), das Kennenlernen der Eltern (Kapitel Magenstiche) oder der Tod des älteren Bruders Rainer (Kapitel Todestag), wird durch Erzählungen der Eltern einbezogen. Auch Begebenheiten aus dem Leben des älteren Erzählers wie den Besuch des Elternhauses als Erwachsener (Kapitel Todestag), den Tod der Eltern (Kapitel Angina Pectoris und Loslassen) oder der Besuch seiner Mutter bei der Wehrmachtsausstellung (Kapitel Magenstiche) werden in die Erzählung eingewoben.
Drei Kapitel nehmen im Buch eine Sonderstellung ein:
- In den Kapiteln Traum von meiner Mutter und Traum von meinem Vater reflektiert der Erzähler seine Eltern aus Sicht seines heutigen Ichs. (Auch im Kapitel Abwasch – der zentralen Reflexion der körperlichen Gewalt seines Vaters – beschreibt er im letzten Abschnitt seine heutigen Gefühle.)
- Das letzte Kapitel Gespräch mit meinem verstorbenen Bruder, das Krankheit und Tod seines jüngeren Bruders Andreas thematisiert (und das auch als Epilog von den anderen Kapiteln abgegrenzt ist), handelt im Jahr 1972.

## Entstehungsgeschichte
Das Buch Hast du uns endlich gefunden ist das literarische Erstlingswerk des bis dahin als Schauspieler bekannten Autors. Selge hat nach eigenen Angaben fünf Jahre an dem Buch gearbeitet. Ursprünglich schrieb er das Buch in der dritten Person und in der Vergangenheitsform, bis er schließlich zum Duktus des 12-jährigen Erzählers im Präsens fand. Die Fertigstellung fiel in die Zeit der COVID-19-Pandemie, worauf sich Selge im Text auch bezieht. Es sollte ursprünglich Hauskonzert heißen, der Titel wurde aber 2021 bereits von Igor Levit verwendet. Der neue Titel Hast du uns endlich gefunden (ohne Fragezeichen als Feststellung, nicht als Frage) ist ein wörtliches Zitat aus dem Kapitel „Traum von meiner Mutter“.
Das Buch ist Selges Brüdern gewidmet.

## Autobiografische Bezüge
Die im Buch erzählten Ereignisse bezeichnet der Autor als „wahr“; auch die Namen der handelnden Personen sind echt. Trotzdem verwahrt sich der Autor Selge dagegen, eine Autobiografie oder seine Memoiren geschrieben zu haben. Dies zum einen, weil seine Tätigkeit als Schauspieler, für die er bisher bekannt geworden ist, darin nur peripher thematisiert wird; zum anderen sei vieles „fiktiv verdichtet“ und „montiert“. Aus Sicht Selges ist dies notwendig …

„[…] wenn man wieder an das herankommen will, was man vor sechzig Jahren einmal empfunden hat: Da reicht ‚Erinnern‘ nicht. Dann muss man auch erfinden oder mindestens montieren. Dann kommt das Emotionale zurück.“

Selge bestätigt, dass das erzählende Kind autobiografische Bezüge hat, schränkt aber ein:

„Mir war es wichtig, dass ein Kind erzählt. Aber das ist eine Fiktion – denn das Kind ist ja nicht mehr da. Also ist es auch eine Form von Rollenprosa – ich spiele dieses zwölfjährige Kind, das viel mit mir zu tun hat, mehr als andere Kinder –, aber es ist nicht das Kind, das ich war. Es ist eine Vorstellung.“

Selge und sein Verlag haben deshalb auch überlegt, das Buch als Roman zu betiteln, sind davon aber wieder abgerückt, da sie die Form als „etwas Eigenes“ betrachten.

## Rezeption
Das deutsche Feuilleton bewertet Selges erstes Buch durchweg positiv:
- Tobias Rüther in der FAZ: nannte das Buch „das herausragende Debüt des Herbsts“ und befand: „Man erfährt aber vor allem, dass in dem großen Schauspieler Edgar Selge offenbar auch ein großer Autor steckt. Den hat er jetzt zum Leben erweckt.“[6]
- Peter Kümmel in Die Zeit: „[…] ist ein wunderbarer Roman über eine schwierige Kindheit.“ „Selges Buch ist völlig uneitel und von großer Wahrhaftigkeit: ein Künstlerroman, geschrieben aus der Sicht eines Kindes.“[8]
- Gerrit Bartels im Tagesspiegel: „Doch ist Selges Buch viel ungewöhnlicher, offener, ein genuin literarischer Text.“[7]
- Michael Krüger bezeichnete das Buch in der SZ „ein hinreißend erzähltes, ein bedeutendes Buch“. Die Geschichte sei „mit großem Ernst, fabelhafter Lakonie und einem siebten Sinn für den richtigen Ton und den Rhythmus der Sätze“ erzählt.[9]
- Julia Schröder bewertete das Buch im Deutschlandfunk als „Wahnsinnsbuch“ und schrieb: „Der Leser, die Leserin wird in diesen Erinnerungen vieles finden und wiederfinden, was menschliches Dasein ausmacht, über die Grenzen der Generationen und der Geschlechter hinweg.“[10]
- Martin Oehlen sprach in der Frankfurter Rundschau von einem „beeindruckenden autobiografischen Roman“, der „eine im besten Sinne wahre Erfindung“ sei.[11]
- Peter Pisa schrieb im Kurier über Edgar Selge: „Mit 73 feiert er sein Romandebüt. Es ist tatsächlich ein Fest. Für Leser. Auch für die Literatur.“[12]
- Stephan Wolting auf Literaturkritik.de: „An manchen Stellen lässt das Werk die Leserin bzw. den Leser voller Wut und Traurigkeit zurück. Trotzdem oder gerade deshalb hat Selge auch literarisch […] ein heraustragendes Werk geschaffen, was die ganze Ambivalenz der frühen Bundesrepublik am Beispiel der Familie Selge zum Vorschein kommen lässt, weshalb das Buch zur Lektüre absolut zu empfehlen ist.“[13]

## Auszeichnungen
- 2022: Literaturpreis der Stadt Fulda[14]
- 2022: Deutscher Hörbuchpreis als „Bester Interpret“ für die Lesung seines Buchs Hast du uns endlich gefunden[15]
- 2022: Bayerischer Buchpreis – Bayern 2-Publikumspreis